# Volkswagen Golf Mk7
Volkswagen Golf (Mk7) este o mașină de familie mică (segmentul C) produsă de producătorul german de automobile Volkswagen, ca a șaptea generație a Golfului și succesorul Golfului Mk6. A fost prezentat publicului cu ocazia unui eveniment special la Berlin în data de 4 septembrie 2012. A șaptea generație de Golf a fost dezvoltat pe platforma MQB (a treia generație) comună cu Audi A3, SEAT León și Škoda Octavia.
Golf 7 oferă ca opțiuni: autopilot adaptiv ACC care urmărește păstrarea distanței constante față de mașina din față, City Emergency Braking – frână automată de urgență până la 30 km/h, Lane Departure Assist – avertizare la părăsirea benzii de rulare, Traffic Sign Recognition, sistem de monitorizare a nivelului de oboseală al celui de la volan, sistem de asistență la parcare cu vedere de sus numit OPS.

## e-Golf
Versiunea de producție a modelului Volkswagen e-Golf a fost dezvăluită la Salonul Auto de la Frankfurt din 2013. Modelul cu propulsie pur electrică este comercializat din 2014 in Europa de Vest si America de Nord, iar din 2017 și în România.

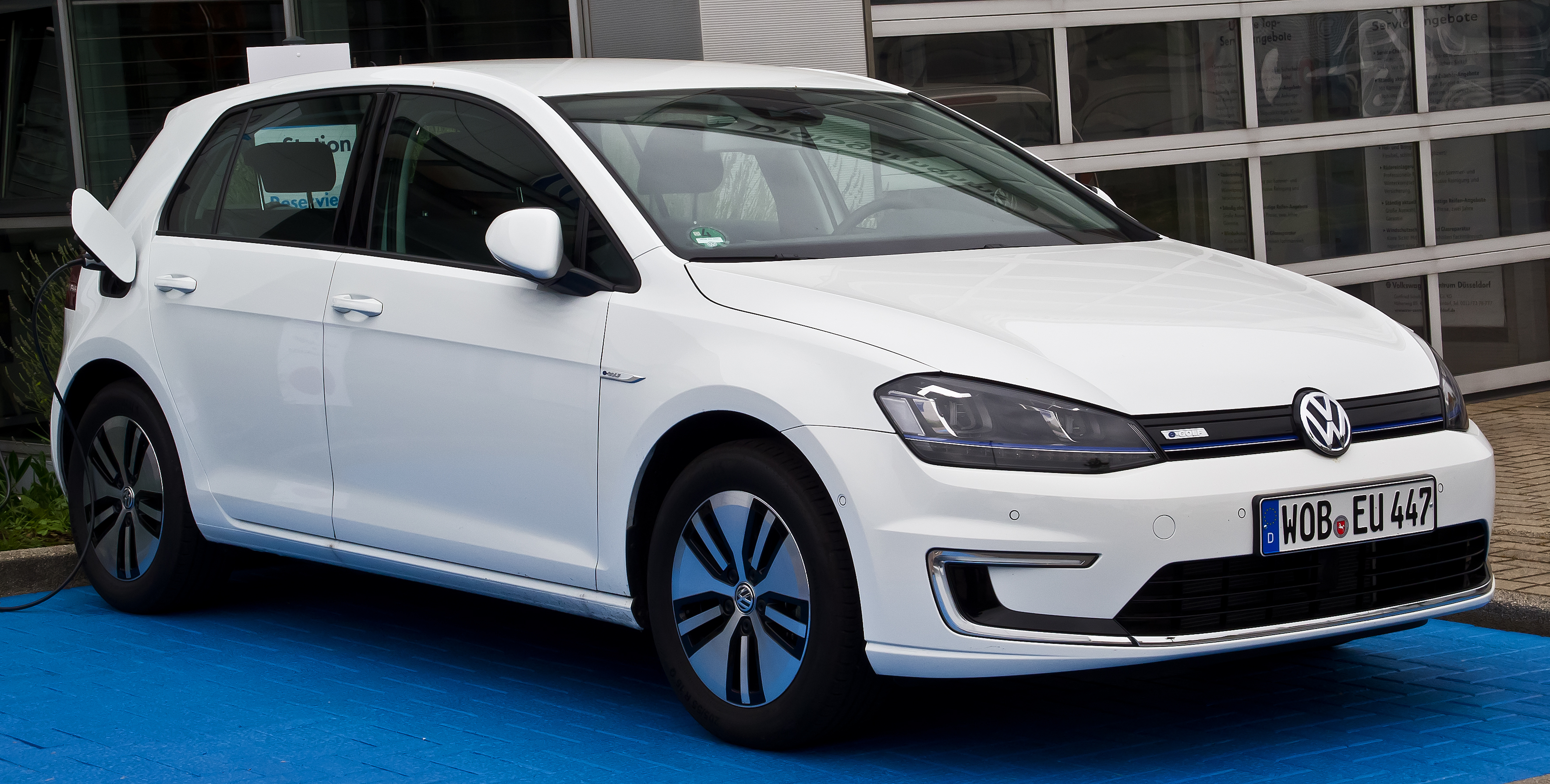
Volkswagen e-Golf

## Facelift
În noiembrie 2016, Volkswagen a dezvăluit un facelift pentru Golful Mk7. Acest model este denumit „Noul Golf” de către Volkswagen, în timp ce este adesea denumit în mod informal Golf 7.5. Un nou motor a fost introdus împreună cu faceliftul; un TSI de 1,5 litri care produce 95,6 kW (128,2 CP; 130,0 CP) sau 110 kW (148 CP; 150 CP). Inițial, versiunea existentă de 1,4 litri TSI era disponibilă alături de noul motor de 1,5 litri. De asemenea, puterea Golfului GTI a crescut de la 162 kW (217 CP; 220 CP) la 169 kW (227 CP; 230 CP) în mașina standard și de la 169 kW (227 CP; 230 CP) la 180,2 kW (241,7 CP). CP; 245,0 PS) cu pachetul de performanță. În mod similar, puterea lui Golf R a crescut de la 221 kW (296 CP; 300 CP) la 228 kW (306 CP; 310 CP). În plus, facelift-ul a crescut dimensiunea ecranului de infotainment pe toată gama, dar a și adăugat opțiunea pentru un tablou de bord complet digital. Stopurile spate utilizează acum tehnologia LED ca standard, în timp ce această tehnologie este opțională la majoritatea modelelor pentru faruri.

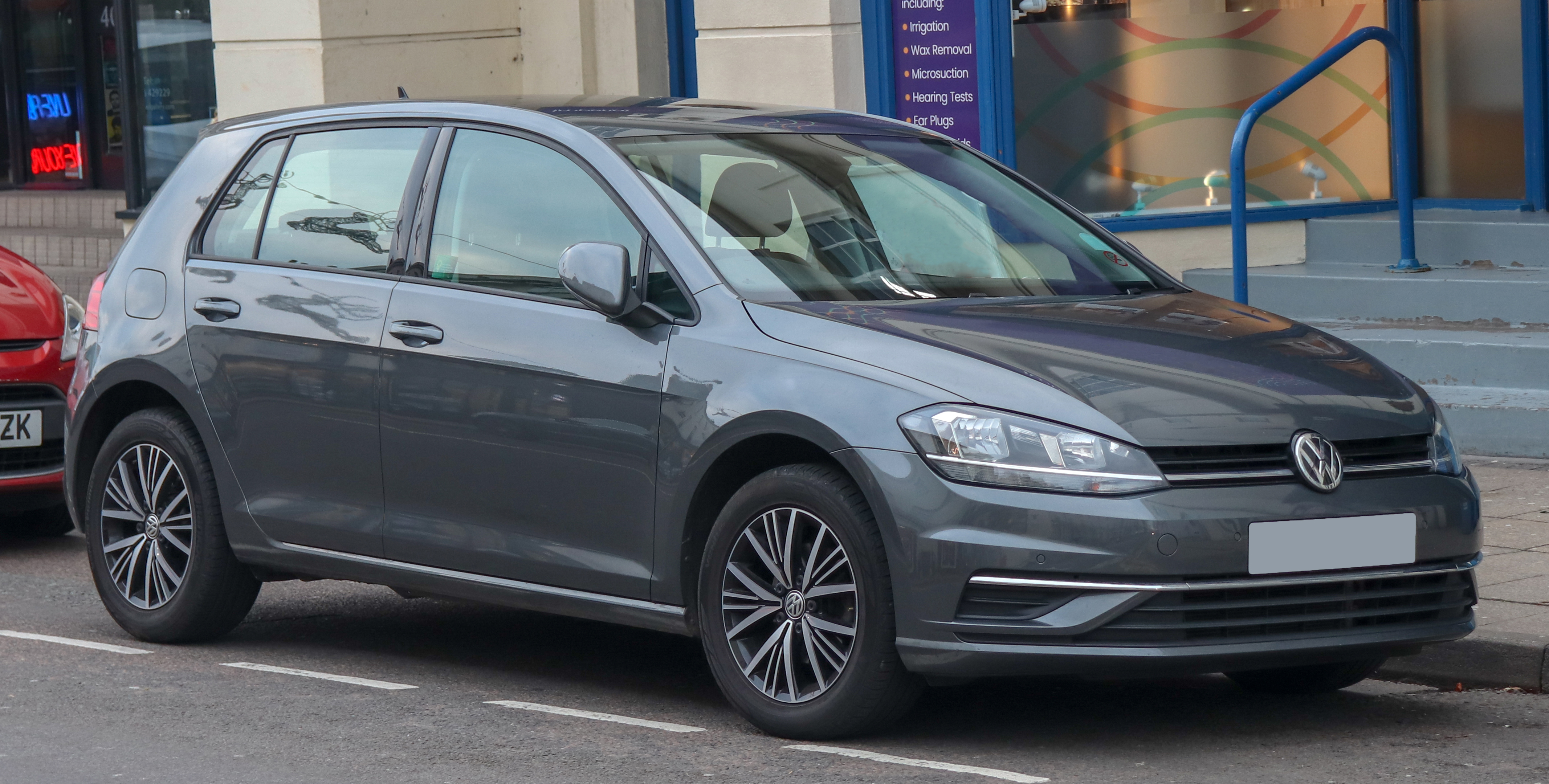
hatchback cu 5 uși (facelift)
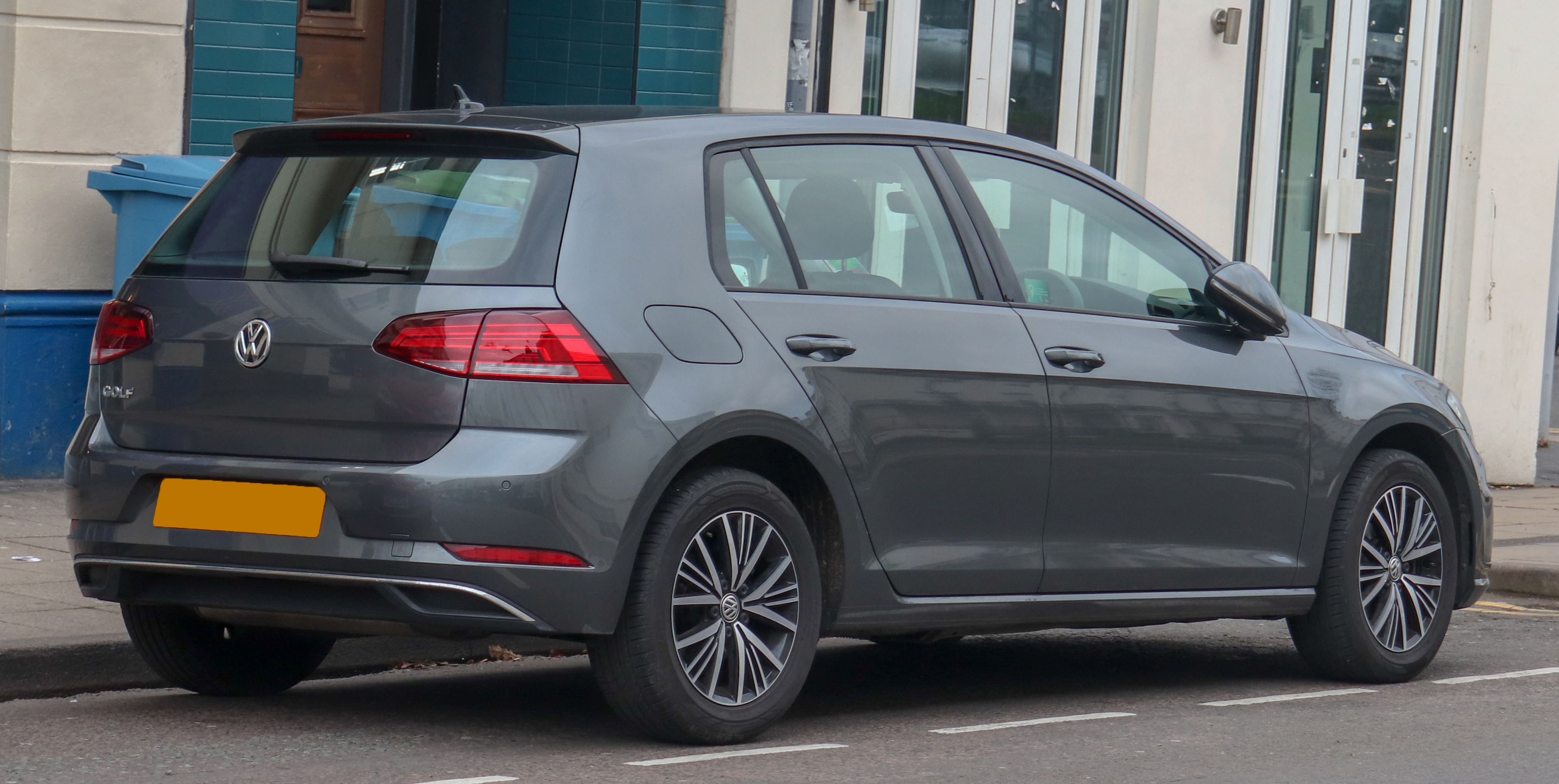
hatchback cu 5 uși (facelift)
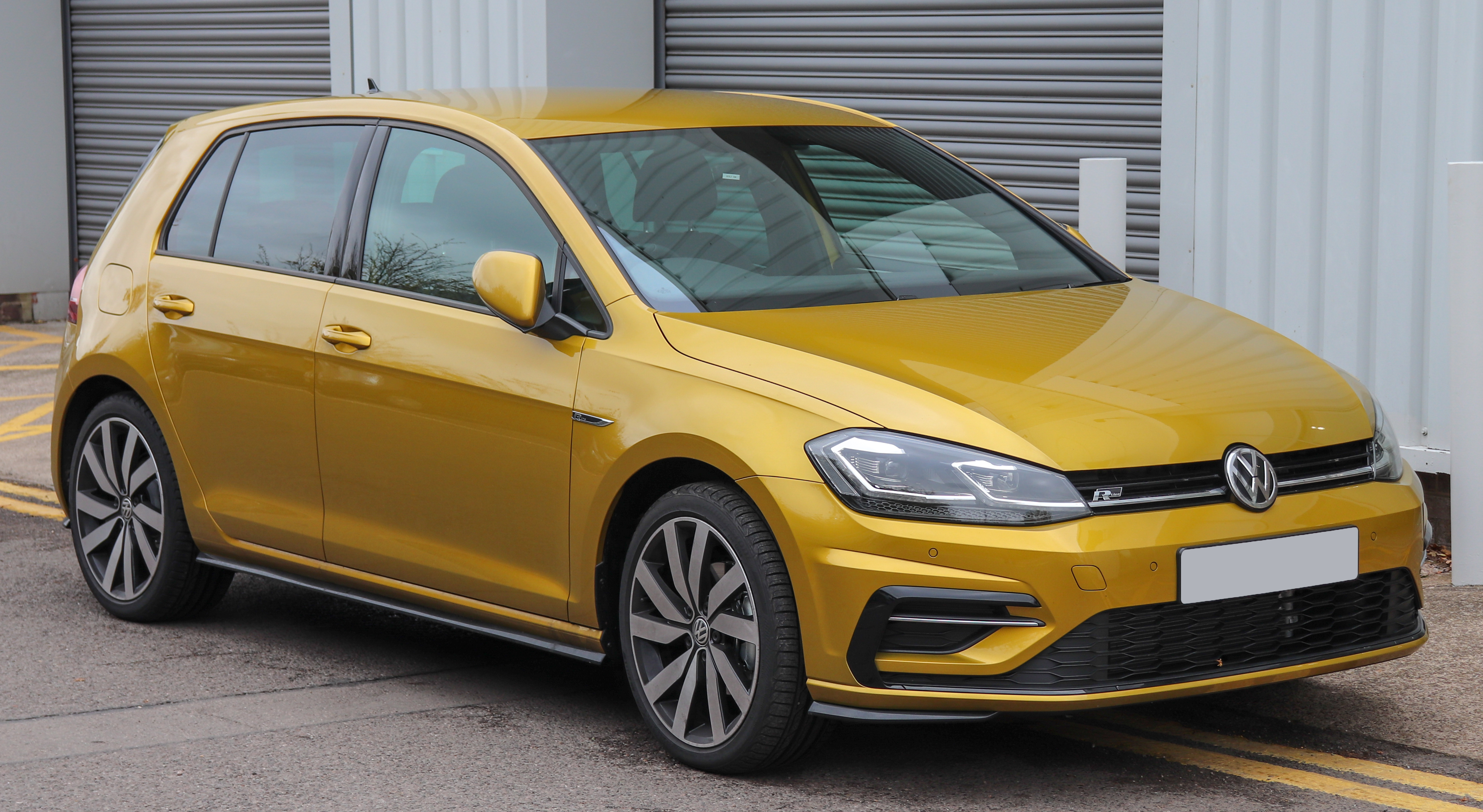
Golf R-Line (facelift)
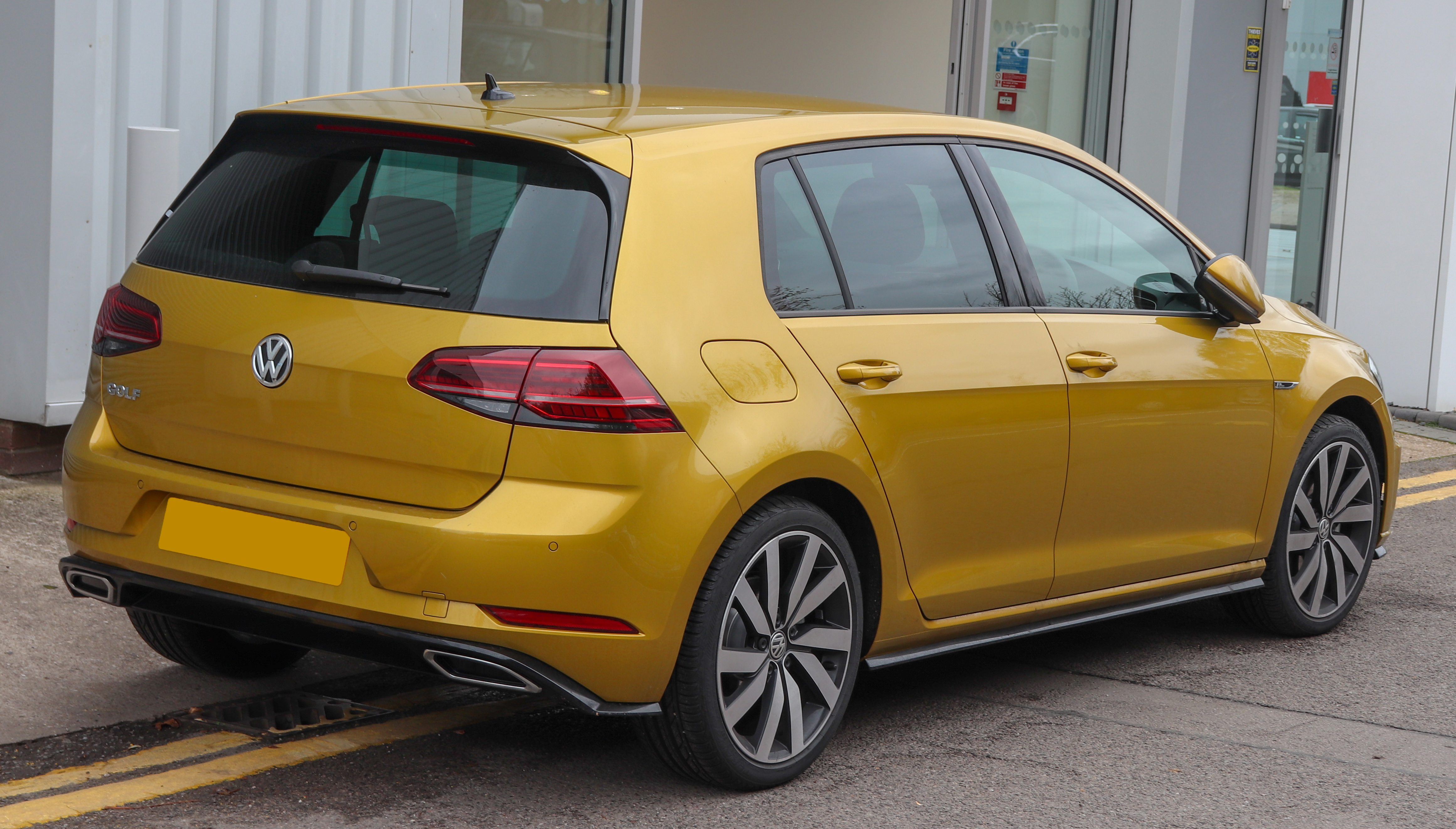
Golf R-Line (facelift)
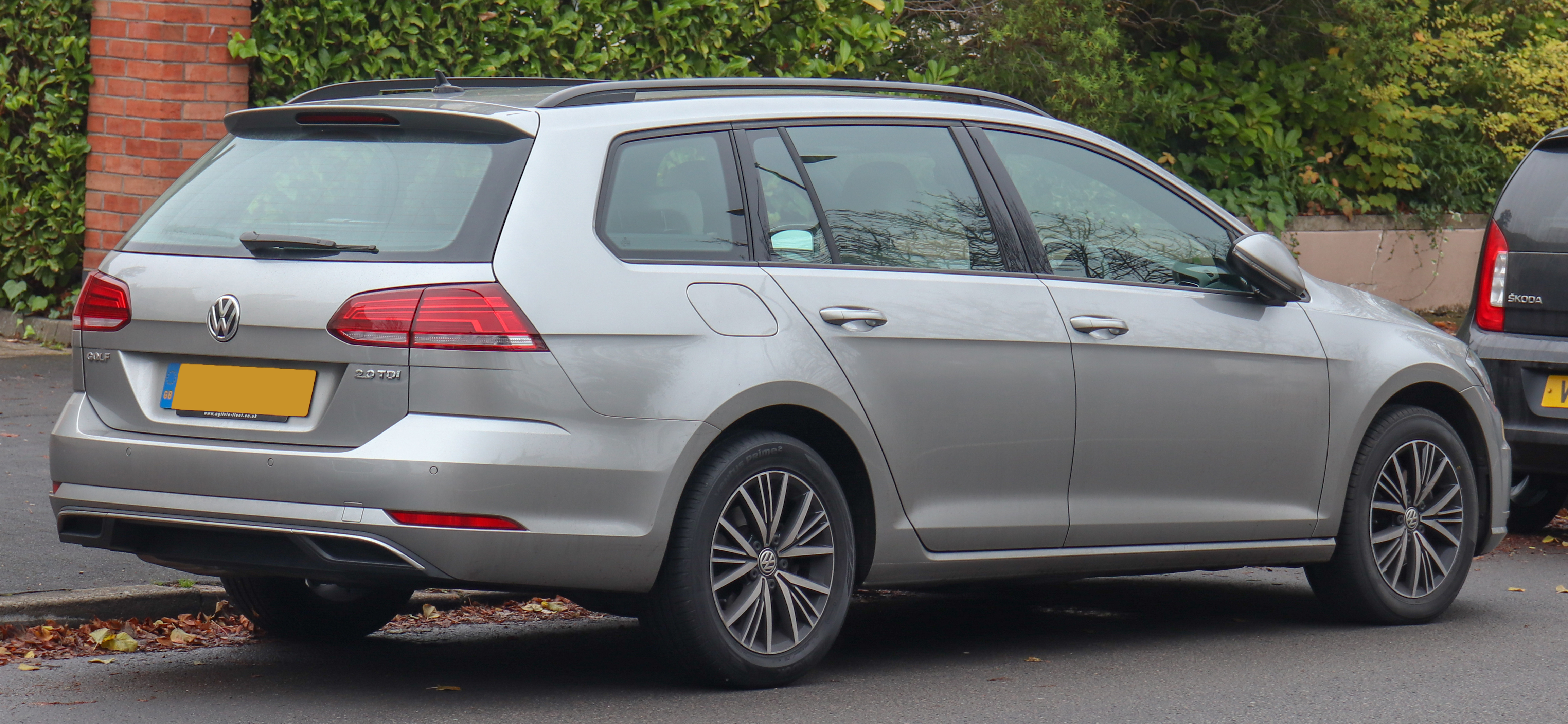
Golf Variant (facelift)
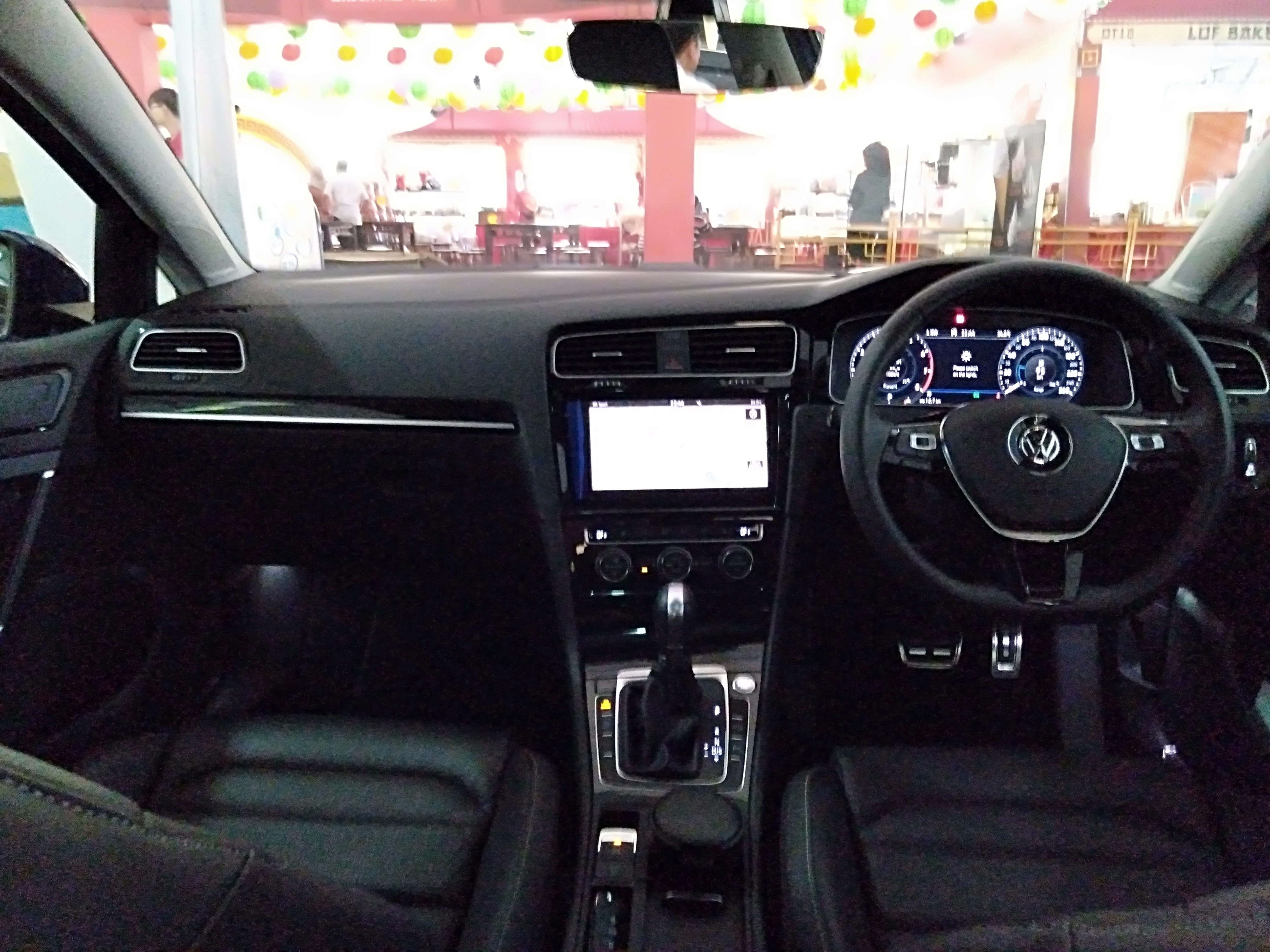
Interior (facelift)